# Linia kolejowa Weimar – Kranichfeld
Linia kolejowa Weimar – Kranichfeld – jednotorowa, niezeltryfikowana linia kolejowa w Niemczech, w kraju związkowym Turyngia. Została zbudowana i eksploatowana przez firmę Herrmanna Bachsteina. W 1923 roku linia kolejowa została przejęta przez Thüringische Eisenbahn-AG.